# 陳瑄 (康熙進士)
陳瑄（1645年12月3日—？年），字燕水，四川大竹縣人，習《詩經》，康熙二年癸卯科四川鄉試中式舉人，康熙九年庚戌科會試中式進士，任廣西蒼梧縣知縣。